# Samsung Mobile
Samsung Mobile est la division des télécommunications et de l'informatique de Samsung Electronics, filiale du Groupe Samsung. Depuis 2011, sa marque de smartphones Samsung Galaxy est la plus vendue dans le monde, devant Apple, Huawei et Xiaomi.
En 2007, Samsung Mobile enregistre une croissance de plus de 40 % et devient le deuxième plus grand fabricant d'appareils mobiles au monde, avec 14 % de parts de marché au quatrième trimestre, soit trois points de plus que l'année précédente. Au cours des trois premiers trimestres de 2011, Samsung vend plus de 300 millions d'appareils mobiles, soit autant que Nokia, et devient en 2012 le plus grand fabricant mondial, avec 46 % des ventes pour Android, et 20 % de parts de marché globales.

## Histoire

### Débuts (1977–1993)
La division des télécommunications de Samsung Electronics est créée en 1977, et devient active à partir de 1983, dans l'espoir d'apporter d'importants revenus à l'entreprise. En 1986, Samsung lance son premier téléphone intégré à une voiture, le SC-100, mais les ventes sont décevantes à cause de sa mauvaise qualité. En 1988, sous la direction de Lee Ki-tae, la marque commercialise en petites quantités son premier téléphone portable, le SH-100. Il s'agit aussi du premier téléphone conçu par une entreprise coréenne.

### Changement de stratégie (1993–1996)
En 1993, Samsung Mobile devient responsable de l'amélioration du réseau de télécommunications en Corée du Sud, notamment dans les zones montagneuses. Ils ont trouvé la longueur optimale d'une antenne de téléphone portable et ont développé une méthode d'utilisation de l'or pour connecter le point entre l'antenne et les circuits de communication, réduisant ainsi considérablement la résistance et permettant une conductivité des ondes plus stable. Ils ont également développé le logiciel de recherche d'ondes spécialement conçu pour la topographie coréenne.
Le 7 juin 1993,  Lee Kun-hee réuni 200 cadres de Samsung à Francfort, et demande une montée en gamme des produits, en lançant un ultimatum à la division : « Produisez des téléphones mobiles comparables à ceux de Motorola d'ici 1994, ou Samsung se désengagera de l'activité de téléphonie mobile »[réf. souhaitée].
En novembre 1993, le téléphone SH-700 est présenté, avec un design compact et une qualité améliorée par rapport aux modèles précédents. Chaque produit fabriqué est testé pièce par pièce, et les téléphones présentant tout type de défaut sont brûlés ouvertement pour que tous les employés puissent les voir. Environ 188 millions de dollars de téléphones auraient alors été détruits[réf. souhaitée] lors de "cérémonies" ayant pour devise « La qualité est une fierté ». En octobre 1994, le SH-770 est présenté sous la marque Anycall, afin de se séparer de l'image négative de Samsung de l'époque, appuyé par de nombreuses campagnes marketing.
À la suite de ce changement de stratégie, la part de marché coréenne des téléphones portables Samsung passe de 25,8 % en octobre 1994 à 51,5 % en août 1995. Au cours de la même période, la part de marché de Motorola chute de 52,5 % à 42,1 %[réf. nécessaire].

### Période CDMA (1996–1998)
Samsung a développé son premier téléphone mobile CDMA en mars 1996, en même temps que le lancement du service CDMA. Le premier combiné numérique, le SCH-100, est très léger et mince et permet une communication vocale claire. Peu de temps après, Samsung est devenu le leader sur le marché coréen des services de communications personnelles (PCS). Il s'est associé à KTFreetel et Hansol PCS pour fournir des téléphones PCS. Son premier téléphone PCS, le SCH-1100, entre sur le marché avec des fonctionnalités innovantes, notamment un boîtier léger, une autonomie améliorée de la batterie et la capacité d'enregistrer des sons. Le design est destiné à la jeune génération, devenue une clientèle importante et croissante. La marque a également modifié sa stratégie de communication marketing. Pour le marché cellulaire CDMA, elle met l'accent sur les nouvelles fonctions du téléphone, par exemple sa fonction de reconnaissance vocale. Pour le marché des PCS, la société a inventé un nouveau slogan, « Fort en petits sons », pour souligner la capacité du téléphone mobile à enregistrer des sons en haute définition.
À la fin de 1997, un an après le lancement initial du service CDMA, Samsung atteint une part de marché de 57 % sur le marché cellulaire CDMA et de 58 % sur le marché PCS. En avril 1997, elle réalise un million de ventes de téléphones CDMA.

### Marché mondial et ère GSM (1998–2009)
Samsung fait sa première incursion sur le marché mondial en 1996, en exportant ses téléphones PCS grâce à Sprint, un opérateur américain de CDMA. Un contrat de 600 millions de dollars est signé entre les deux firmes, en vertu duquel Samsung fournirait ses téléphones PCS à Sprint pendant trois ans sous le nom de co-marque Sprint-Samsung. Après cela, Samsung s'installe à Hong Kong (Hutchinson, CDMA) en 1997 et au Brésil (TELESP et TELERJ, CDMA) en 1998. Après s'être implanté avec succès au Brésil, Samsung y ouvre une usine de production de téléphones portables 1998, dans l'espoir de s'étendre en Amérique latine.En 1999, Samsung représente plus de 50 % des parts du marché mondial du CDMA. Cependant, le marché mondial du CDMA était beaucoup plus petit que le marché du GSM, qui représentait 70 % du marché mondial total des communications mobiles. De plus, le marché intérieur approchait de la saturation et la concurrence devenait plus intense.
Ainsi, pour poursuivre sa croissance, Samsung se lance sur le marché du GSM.
Le premier modèle GSM portant le logo Samsung était le SGH-100 fabriqué par la société européenne Dancall (Danemark). Le premier modèle GSM propre était le SGH-200, conçu pour les clients européens, mais il n'était pas aussi bon que le téléphone CDMA de l'entreprise. Il était difficile de franchir la barrière d'entrée élevée, que les "Big 3" de l'époque, Nokia, Motorola et Ericsson avaient construite pendant des années. Les quelques modèles suivants de la société n'ont pas non plus attiré les Européens. L'équipe de développement a réalisé qu'un simple changement dans le système de circuits ne fonctionnerait pas sur le marché européen. Ainsi, elle décide de regarder de plus près le point de vue du client. Elle constate que les Européens préfèrent les formes géométriques, équilibrées et simples. En utilisant ces informations, Samsung adopte « Simple » comme concept de design, et développe un nouveau design adapté aux goûts des Européens. Le SGH-600 est né en septembre 1998. Pour commercialiser ce modèle, Samsung a changé sa stratégie d'entrée sur le marché en adoptant une position haut de gamme. Samsung avait besoin d'échapper à son image bas de gamme. Elle pense que son nouveau téléphone mobile, avec son design sophistiqué et ses fonctionnalités originales, l'aiderait à faire exactement cela. Samsung a reçu le prix du « meilleur fabricant » à deux reprises par les Mobile News Awards, une récompense précédemment décernée à Nokia et Ericsson.
Samsung a lancé son premier téléphone mobile en Inde en 2004. En 2008, l'activité Télécommunication de Samsung Electronics a officialisé sa nouvelle stratégie commerciale axée sur les consommateurs et le marketing. Les téléphones mobiles Samsung sont divisés en 6 grandes catégories: Style, Infodivertissement, Multimédia, Connecté, Essentiel et Professionnel.
Le SGH-P250 et le SGH-J165 étaient les derniers modèles de téléphones vendus dans le monde, en dehors de l'Amérique du Nord, à utiliser le système de numérotation des modèles d'origine. Le GT-S7330 a été le premier modèle de téléphone mobile à utiliser le nouveau système de numérotation des modèles.

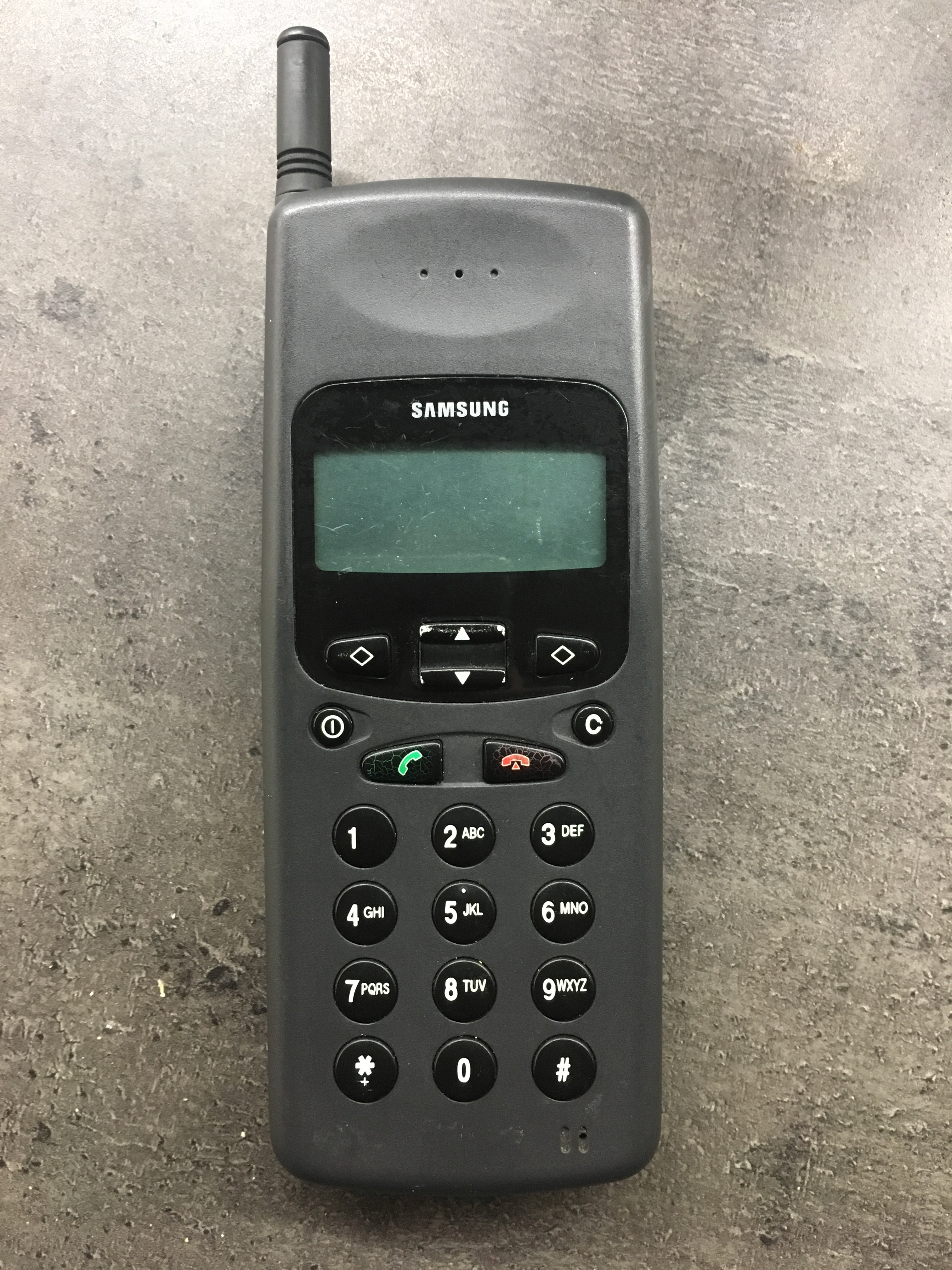
Samsung SGH-100 (premier GSM vendu avec le logo Samsung, fabriqué par Dancall).
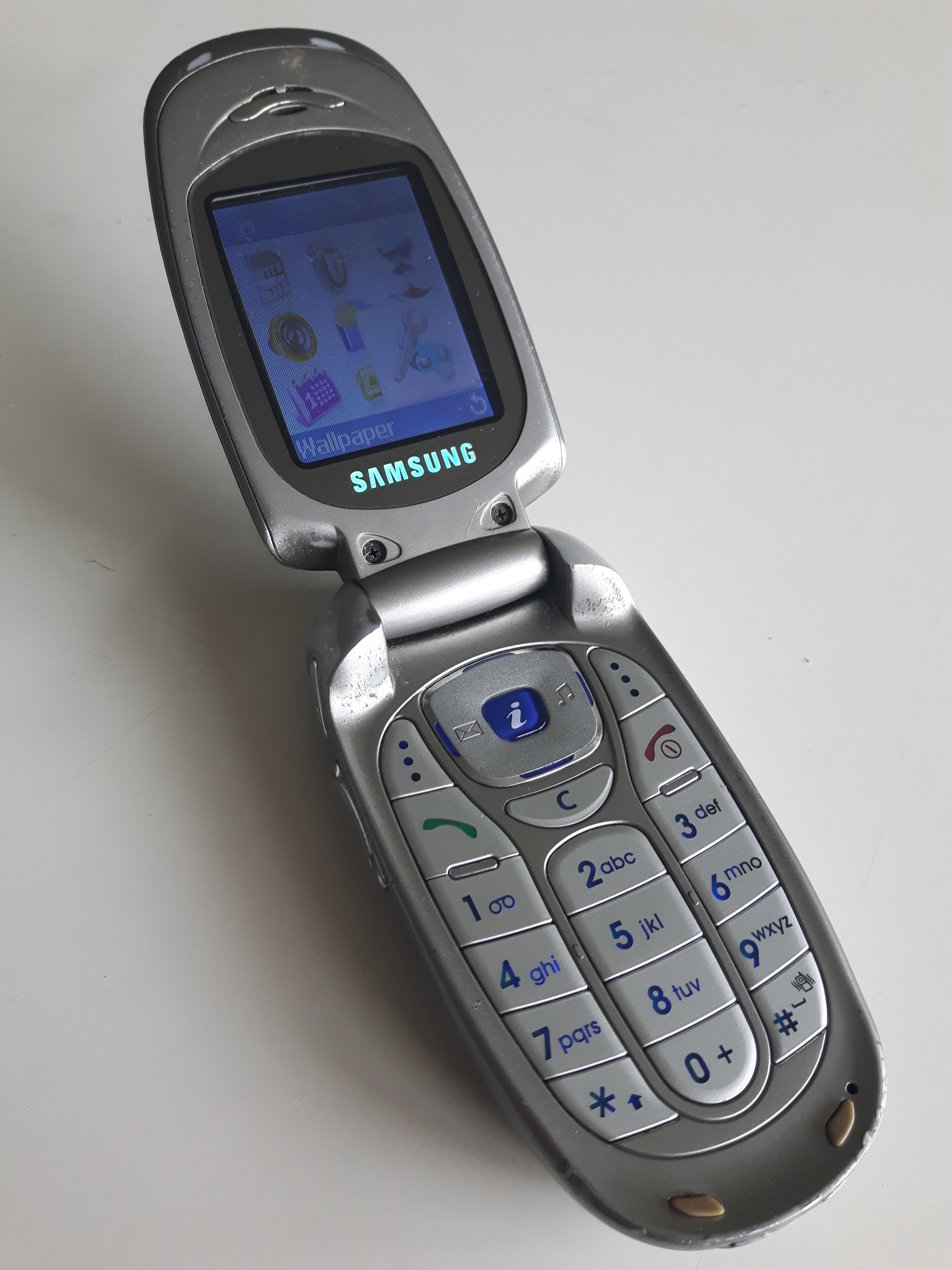
Samsung SGH-X480 (clamshell).
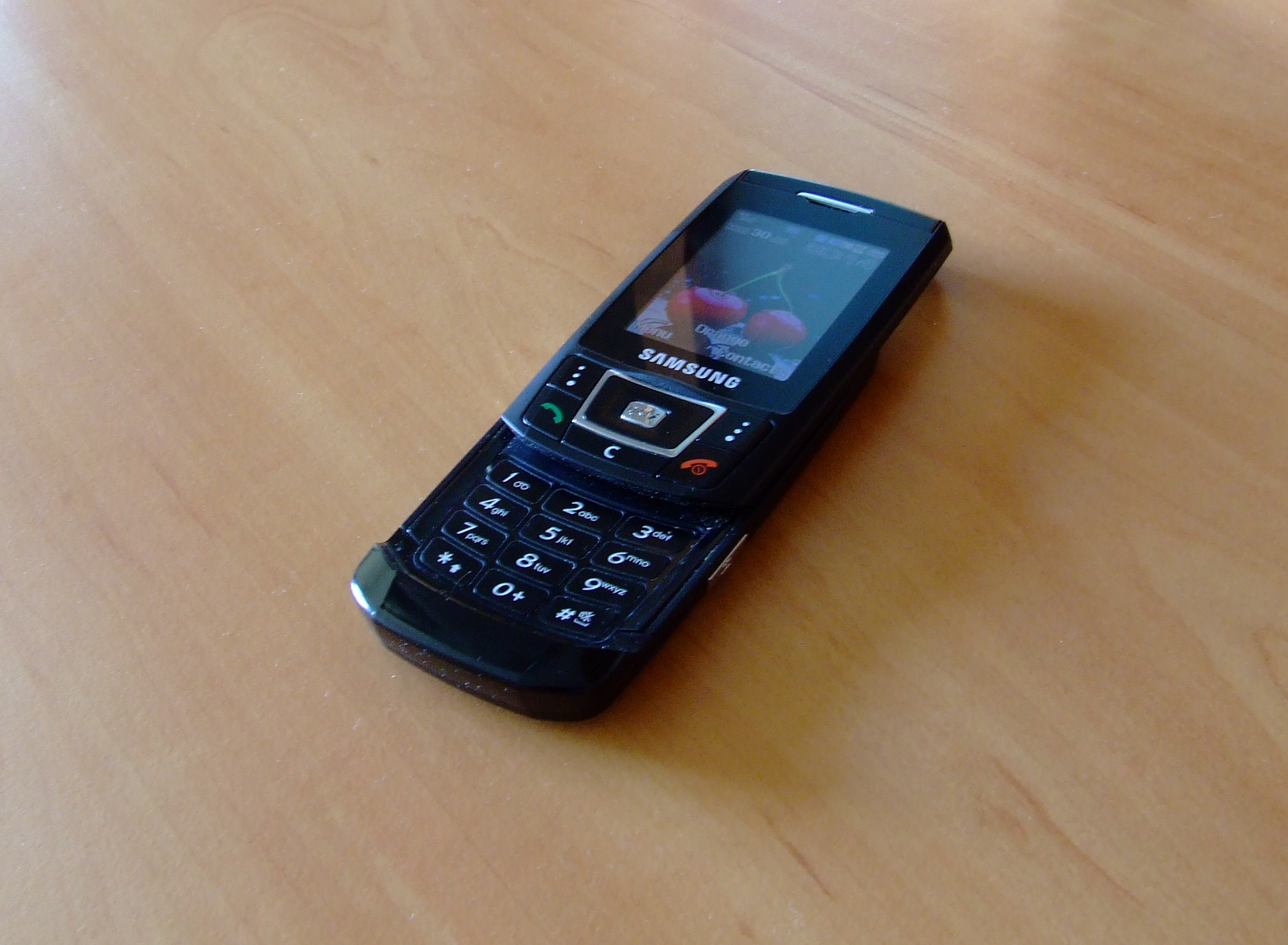
Samsung SGH-D800 (slide-up).
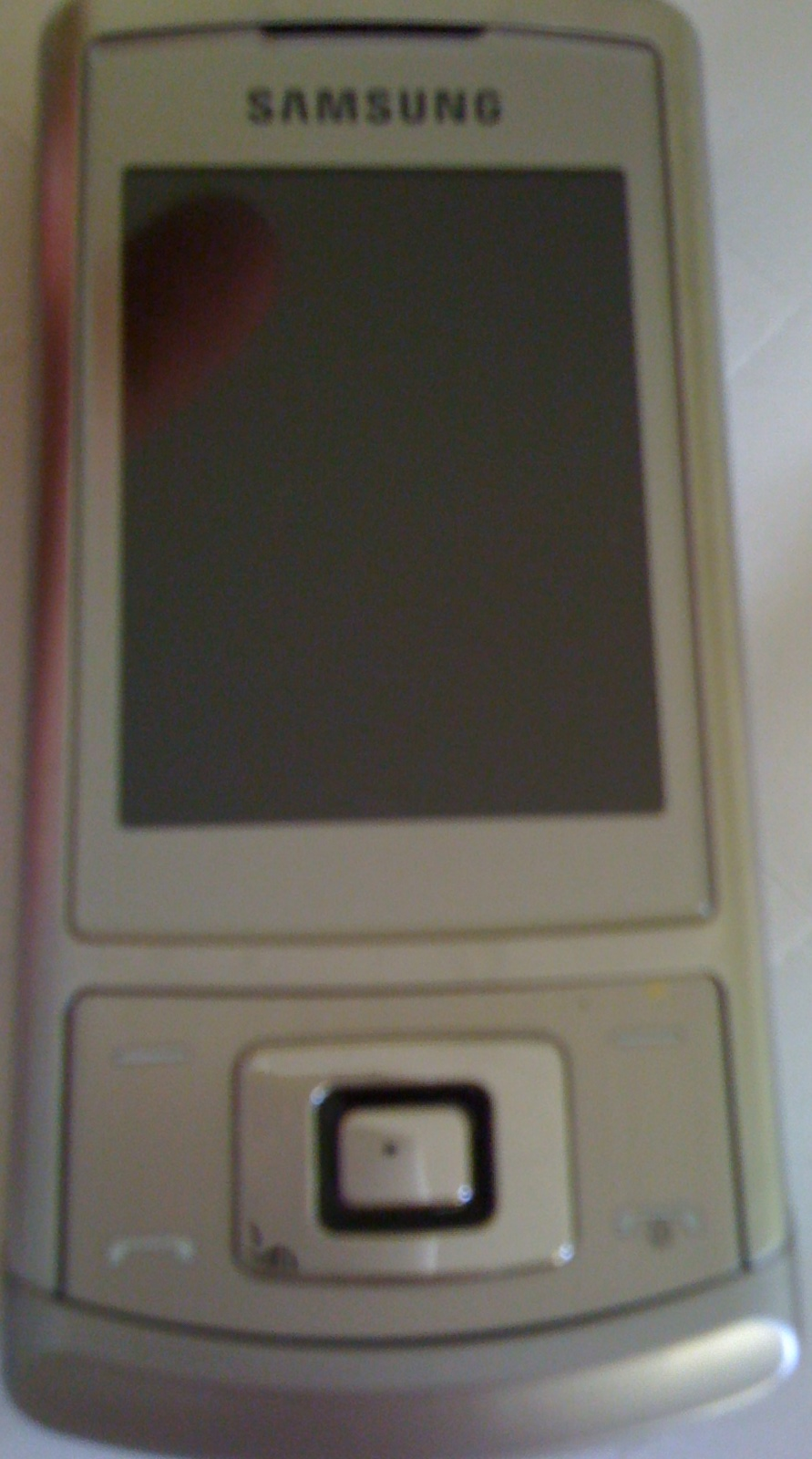
Samsung S3500 (téléphone qui utilise le nouveau système de numérotation des modèles).

## Finance
Samsung expédie 46,3 millions de téléphones portables au premier trimestre 2008.
Les ventes de Samsung Mobile se sont élevées à 6,65 billions de KRW pour le même trimestre et représentent 32 % des ventes de Samsung Electronics. La croissance s'explique principalement par la croissance continue des marchés émergents alors que la demande est faible sur les marchés développés. En 2007, le nombre d'unités expédiées a augmenté constamment: 1T 2007 - 34,8, 2T 2007 - 37,4, 3T 2007- 42,6, 4T 2007 - 46,3. En 2007, le bénéfice était de 23 800 milliards de KRW, tandis que le bénéfice net atteignait un niveau de 2,7 billions de KRW.